# AMC シュナイダー P16
AMC シュナイダー P16 は、戦間期にフランス軍向けに開発されたハーフトラックである。
Template:Half-tracks